# Староватово
Староватово (рос. Староватово) — село у Вілюйському улусі Республіки Сахи Російської Федерації.
Населення становить 78 осіб. Належить до муніципального утворення Халбакінський наслег.

## Історія
Згідно із законом від 30 листопада 2004 року органом місцевого самоврядування є Халбакінський наслег.

## Населення
| 2002 | 2010 |
| ---- | ---- |
| 93   | ↘78  |